# Druhá válka o Náhorní Karabach
Druhá válka o Náhorní Karabach (arménsky երկրորդ արցախյան պատերազմ, ázerbájdžánsky Dağlıq Qarabağ münaqişəsi) byl vojenský konflikt mezi Arménskou republikou, respektive mezinárodně neuznanou Republikou Arcach a Ázerbájdžánskou republikou, vojensky podporovanou Tureckou republikou, který trval od září do listopadu 2020.
Válka byla součástí několika desetiletí trvajícího sporu o území Náhorního Karabachu, které leží mezi Arménií a Ázerbájdžánem. Tato oblast leží na území Ázerbájdžánu, obývají ho však z 99 % Arméni (stav k 2005), což také vedlo roku 1991 k vyhlášení republiky nezávislé na Ázerbájdžánu, která ovšem nedosáhla světového uznání. Spory o toto území od té doby více či méně eskalují ve vojenské střety, přičemž boje mezi těmito dvěma zeměmi na chvíli utichly, avšak v roce 2023 se na čas vyhrotily.
Konflikt byl nejkrvavějším vzájemným střetnutím od první války o Náhorní Karabach a ukončila jej až mírová smlouva mezi prezidentem Ázerbájdžánu Ilhamem Alijevem, předsedou vlády Arménie Nikolem Pašinjanem a ruským prezidentem Vladimirem Putinem z listopadu 2020. Podle ní si obě strany ponechaly kontrolu právě ovládaných území – Arménie si podržela kontrolu nad většinou Náhorního Karabachu a Ázerbájdžán získal přístup do nachičevanské exklávy – a v pozemním koridoru mezi Arménií a oblastí Náhorního Karabachu začaly působit mírové síly ruské armády.

## Označování konfliktu stranami
Obě dvě strany konfliktu, arménská i ázerbájdžánská, pojmenovávají střetnutí odlišně a tendečně ve smyslu svého úhlu pohledu. Arménská strana konflikt označuje jako Arménsko-ázerbájdžánskou válku (arménsky Հայ-ադրբեջանական պատերազմ) či jako Druhou Arcašskou válku (arménsky երկրորդ արցախյան պատերազմ). Objevují se i označení Ázerbájdžánská agrese (ադրբեջանական ագրեսիա) nebo Ázerbájdžánsko-turecká agrese (ադրբեջանա-թուրքական ագրեսիա). V Ázerbájdžánu, například ústy prezidenta Ilhama Alijeva, se označuje konflikt jako Druhá válka o Náhorní Karabach (ázerbájdžánsky Qarabağ müharibəsi), popřípadě jako Operace k vynucení míru v Arménii (ázerbájdžánsky Ermənistanı sülhə məcburetmə əməliyyatı). Oficiálně je pak vojenská akce v ázerbájdžánských médiích prezentována jako protiútočná operace (Əks-hücum əməliyyatı). Běžně v tisku, na sociálních fórech apod. v Ázerbájdžánu se konflikt také nazývá 44denní válka.

## Průběh války

### Vypuknutí bojů
Nový konflikt se rozhořel ráno v neděli 27. září 2020 na linii dotyku, tedy na necelých 200 kilometrů dlouhé hranici dělící Arcašskou obrannou armádu s ozbrojenými silami Ázerbájdžánu. Tato linie byla definována Biškeckým protokolem, který ukončil roku 1994 první velký ozbrojený konflikt mezi oběma stranami. Hned první den konfliktu Arménie a Republika Arcach vyhlásily stanné právo a všeobecnou mobilizaci, stanné právo a zákaz vycházení v některých částech země vyhlásila i ázerbájdžánská strana a 28. září následovalo v Ázerbájdžánu i vyhlášení částečné mobilizace. Obě strany se vzájemně obvinily z rozpoutání konfliktu.
Válka se vyznačovala použitím bezpilotních letounů, moderních sledovacích zařízení a balistických raket dlouhého doletu. Obě dvě strany konfliktu v uplynulých letech značně zmodernizovaly své bojové arzenály. S touto válkou je spojeno i propagandistické využívání sociálních platforem oficiálními místy obou válčících stran. Existují náznaky, že některé útoky Ázerbájdžánu vědomě mířily na civilní objekty.
V konfliktu se výrazně angažovala Turecká republika, která aktivně podporovala ázerbájdžánskou stranu a podle arménských zdrojů umožnila i bojové angažmá džihádistických žoldnéřů z oblastí Sýrie nepodléhajících tamní vládě. Zapojení žoldnéřů ázerbájdžánská strana popírala. Naproti tomu tradiční spojenec Arménie, Ruská federace, oficiálně do konfliktu aktivně nezasahovala. Kromě Turecka proklamovali oficiální podporu Ázerbájdžánu i představitelé Afghánistánu, Pákistánu, Ukrajiny a mezinárodně neuznané Severokyperské turecké republiky.
Mnoho oficiálních představitelů, včetně ministra zahraničních věcí České republiky Tomáše Petříčka vyzvalo válčící strany k ukončení konfliktu. Také Rada bezpečnosti OSN odsoudila boje a vyzvala znepřátelené strany k bezodkladným jednáním, čímž potvrdila výzvu generálního tajemníka Antónia Guterrese vydanou již v první den nově vypuknuvších bojů. Česká pobočka organizace Amnesty International spolu s dalšími neziskovými organizacemi v reakci na vypuknutí bojů vyzvala českého ministra zahraničí k zastavení vývozu zbraní a vojenského materiálu z České republiky do Turecka a prošetření výskytu vojenské techniky českého původu ve výzbroji ázerbájdžánské armády.

### Ázerbájdžánský postup a neúspěšná příměří
Hned 28. září obě strany nasadily těžké dělostřelectvo a hlásily první územní zisky. O den později nahlásilo arménské ministerstvo obrany ztrátu svého letounu Suchoj Su-25, který podle jejich informací měl být sestřelen nad arménským územím tureckou stíhačkou General Dynamics F-16 Fighting Falcon operující z ázerbájdžánského letiště. Turecko i Ázerbájdžán tuto informaci popřely.
Dle britského deníku The Guardian přepravilo Turecko do Ázerbájdžánu na 2100 syrských protureckých opozičních bojovníků z divizí Sultán Murad, Sulejmán Šáh a Al Hamza. Byla jim údajně nabídnuta suma 10 tisíc tureckých lir denního žoldu.
Dne 3. října oznámil ázerbájdžánský prezident Ilham Alijev dobytí Madagizu a dalších sedmi vesnic ázerbájdžánskými silami. Dne 9. října bylo za zprostředkování Ruska dohodnuto zastavení palby a výměna zajatců a těl zabitých vojáků, a to od 12 hodin následujícího dne.
Dne 26. října v 8:00 místního času (5:00 SEČ) začalo platit humanitární příměří dohodnuté mezi Arménií a Ázerbájdžánem za mediace ministra zahraničí USA Mikea Pompea a jeho náměstka Stephena Bieguna. Bylo také oznámeno zasedání Minské skupiny, které by mělo proběhnout 29. října 2020 v Ženevě. Již několik hodin po začátku platnosti se však boje znovu rozhořely a obě znepřátelené strany se navzájem obviňují z porušení domluveného příměří.

### Závěr války
Ilham Alijev oznámil v televizním vysílání dne 8. listopadu 2020 dobytí Šuši, druhého největšího města Náhorního Karabachu. Arménie dobytí popřela. O den později Republika Arcach připustila ztrátu kontroly nad městem. Ázerbájdžánské ozbrojené síly sestřelily 9. listopadu ruský vrtulník Mi-24. Ministerstvo zahraničí Ázerbájdžánu označilo sestřel, při kterém zahynuli dva letci a třetí byl zraněn, za náhodný, vyjádřilo politování a projevilo ochotu zaplatit Ruské federaci odškodnění.
Poté, co ázerbájdžánské síly dobyly Šušu, druhé největší sídlo Náhorního Karabachu, ruský prezident Vladimir Putin 10. listopadu oznámil, že Arménie a Ázerbájdžán dosáhly ukončení bojů a na dodržování příměří budou dohlížet ruští pozorovatelé. Podle mírové dohody prezidenta Ázerbájdžánu Ilhama Alijeva, předsedy vlády Arménie Nikoly Pašinjana a ruského prezidenta Putina boje v oblasti skončily 10. listopadu 2020 v 00:00 moskevského času. Prezident mezinárodně neuznané Republiky Arcach Arajik Harutjunjan se zastavením nepřátelských akcí rovněž souhlasil. V Jerevanu, hlavním městě Arménie, propukly protesty proti podepsání této dohody. Rusko začalo prakticky okamžitě rozmisťovat své vojáky podél Lačinského koridoru a v dalších nárazníkových zónách kolem Karabachu; v oblasti má nakonec operovat kontingent složený z 1 960 vojáků, 90 obrněných transportérů, 380 aut a speciální techniky.
Podle dohody si válčící strany ponechaly kontrolu území, která právě ovládají. Arménie zároveň souhlasila s předáním obsazených území v okolí Náhorního Karabachu pod ázerbájdžánskou kontrolu, k předání došlo během následujícího měsíce. Mírové uspořádání předpokládá, že si Arménie podrží kontrolu nad většinou Náhorního Karabachu a Ázerbájdžán získá přístup do nachičevanské exklávy, hraničící s Tureckem a Íránem. Pozemní koridor mezi Arménií a oblastí Náhorního Karabachu budou po dobu nejméně pěti let chránit ruské mírové síly v počtu dvou tisíc vojáků.
Hned 12. prosince 2020 však ruské mírové jednotky zaznamenaly porušení dohodnutého příměří. Arménské ministerstvo obrany z ofenzivy obvinilo Ázerbájdžán.
V květnu 2023 Arménie uvedla, že je ochotná uznat Karabach za součást Ázerbájdžánu.

## Důsledky
Na počátku prosince 2020 ázerbájdžánské ministerstvo obrany oznámilo, že během bojů padlo 2 783 ázerbájdžánských vojáků, 1 245 raněných vojáků bylo hospitalizováno a více než 100 je nezvěstných. Dříve Ázerbájdžán uvedl, že zahynulo 94 civilních obyvatel a přes 400 jich bylo zraněno. Arménské ministerstvo zdravotnictví uvedlo, že padlo 4 005 arménských vojáků a zahynulo 50 civilistů.
V důsledku uzavřené mírové dohody musela Arménie odevzdat Ázerbájdžánu tři okresy v Náhorním Karabachu: Kelbadžar, Ağdam a Lačin. K předání všech okresů došlo postupně koncem listopadu 2020. Odevzdání okresů předcházel rozsáhlý exodus arménského obyvatelstva, v některých případech provázen závěrečným vypalováním vlastních domů. Kromě toho zůstalo přibližně 30 až 35 procent rozlohy okresů zaminováno a skoro celé navrácené území je poseto nevybuchlou municí, takže pohyb je zde nebezpečný; vyčištění oblasti může podle odhadů trvat asi deset let.
Z původních cca 11 450 km², které byly před válkou pod kontrolou Republiky Arcach, se její území zmenšilo na cca 3170 km². Zbývajících 8280 km² připadlo Ázerbájdžánu.
Tyto územní zisky však Ázerbájdžán neuspokojily, respektive nebylo dosaženo stavu, se kterým by se obě strany spokojily. V září 2023 tudíž ozbrojené síly Ázerbájdžánu zahájily pozemní útok na Náhorní Karabach. Ruská federace přišla s návrhem příměří, které místní úřady v Karabachu 22. září přijaly. Součástí příměří bylo kompletní odzbrojení a rozpuštění karabašských jednotek, čímž fakticky došlo ke kapitulaci a ázerbájdžánská armáda během několika dní ovládla celé území Náhorního Karabachu. O šest dní později 28. září 2023, podepsal arcašský prezident Samvel Šachramanjan dekret, který k 1. 1. 2024 formálně rozpouští veškeré arcašské úřady a instituce. Nejpozději k tomuto datu tak zanikla separatistická Republika Arcach a skončil více než 30 let trvající konflikt.

## Mezinárodní reakce
- Česko – Ministr zahraničních věcí Tomáš Petříček apeloval na obě strany, aby ukončily boje. Česko bude chtít pokračovat ve vyjednávání.[72][39]
- Evropská unie vyjádřila znepokojení nad situací a předseda Evropské rady Charles Michel vyzval znesvářené strany k okamžitému zahájení jednání.[28]
- Francie zdůraznila potřebu dialogu a ukončení vojenských akcí.[28] Posléze odsoudila Turecko za vyslání syrských bojovníků do boje po boku ázerbájdžánských sil a za pokus o narušení mírového úsilí v této oblasti.[8] Ázerbájdžánští úředníci zase obvinili Francii ze skryté podpory Arménii.
- Gruzie dne 3. října pozastavila vydávání povolení k přepravě vojenského materiálu skrze svoje území do Arménie či Ázerbájdžánu.[73]
- Izrael – Izraelský prezident Reuven Rivlin vyjádřil zármutek nad obnovením násilí a ztrátami na životech. Rovněž uvedl, že Izrael má zájem podpořit vztahy s Arménií a je připraven nabídnout humanitární pomoc. Izraelský ministr obrany Binjamin Ganc obvinil Turecko z narušení mírového úsilí v regionu a vyzval k mezinárodnímu tlaku na Turecko, aby odrazovalo od „přímého terorismu“.[74]
- Maďarsko uvedlo, že podporuje územní celistvost Ázerbájdžánu, a dodalo, že podporuje snižování napětí mezi zeměmi.[75]
- Rusko vyzvalo k okamžitému zastavení bojů a nastolení příměří.[76]
- Spojené státy americké – Dne 27. září 2020 prezident USA Donald Trump uvedl, že jeho administrativa se na konflikt „dívá velmi silně“ a podporují zastavení bojů.[77] Bývalý viceprezident Joe Biden požadoval, aby Turecko zůstalo mimo konflikt v Náhorním Karabachu.[78] V dopise americkému ministru zahraničí Mikeovi Pompeovi a dalším lidem, aby Trumpova administrativa okamžitě pozastavila americkou vojenskou pomoc Ázerbájdžánu. Eliot Engel, předseda Sněmovního výboru pro zahraniční věci, označil vliv aktérů třetích stran, jako je Turecko, za „znepokojující“. Dne 15. října 2020 Pompeo vyzval obě strany, aby respektovaly humanitární příměří.
- Turecko proklamovalo svou podporu Ázerbájdžánu. Turecký prezident Recep Tayyip Erdoğan prohlásil, že „Arménie je největší hrozbou míru v oblasti“ a vyzval svět k podpoře Ázerbájdžánu.[76] Turecký ministr zahraničí Mevlüt Çavuşoğlu navštívil 6. října 2020 ázerbájdžánské hlavní město Baku. Çavuşoğlu podpořil Ázerbájdžán, odmítl výzvy k příměří a vyzval Arménii, aby opustila Náhorní Karabach.[79]
- Vatikán – Papež František vyzval k ukončení násilí.[28]

## Česko–ázerbájdžánské vztahy
Po vypuknutí války vyvstaly obavy, že by konflikt mohl mít dopad i na Česko, které dováží více než 30 procent svých dodávek ropy z Ázerbájdžánu.
České zbrojařské firmy prodávají zbraně do Ázebájdžánu, přestože na tuto zemi je od roku 1992 uvaleno zbrojní embargo OBSE, a také do Turecka, které ve válce o Náhorní Karabach otevřeně podporovalo Ázerbájdžán. V říjnu 2020 české ministerstvo zahraničí odmítlo možnost, že by na Ázerbájdžán byly uvaleny sankce kvůli použití kazetových bomb.